# Pierre Avia
Pour les articles homonymes, voir Avia.
Pierre Avia est un colonel de l'armée française, ancien combattant de la Première Guerre mondiale, ayant servi durant la Seconde Guerre mondiale comme chef de l'état-major des Forces françaises de l'intérieur (FFI) de l'Île-de-France.

## Biographie
Il est né le 5 novembre 1888 au Mans (Sarthe) et il décède le 19 octobre 1956 dans le 17e arrondissement de Paris.

### Carrière militaire et Première guerre mondiale
Issu de l'École polytechnique, (promotion 1907), il sort dans l'Artillerie.
Affecté au 26e régiment d'artillerie, il est le plus jeune capitaine de l'armée française au cours de la Première Guerre mondiale. Il est trois fois cité, blessé le 4 août 1915 et fait chevalier de la Légion d'honneur.
Il est affecté à l'état-major de la 4e région militaire le 25 février 1919 et est promu chef d'escadron le 26 juin 1932.

### Seconde Guerre mondiale et Résistance
Il sera promu lieutenant-colonel d'artillerie le 25 juin 1940.
Démobilisé, il rentre dans la Résistance. Entre janvier 1941 et décembre 1942, il sert comme agent de renseignement au sein du réseau Kléber. Coupé du réseau à la suite de l'arrestation de son chef, il se rallie au Front national en 1942.
Il intègre les Francs-tireurs et partisans (FTP) en décembre 1943 sous les ordres du colonel FFI Rol-Tanguy. Il rejoint alors, sous le pseudonyme de Canon, l'état-major régional des Forces françaises de l'intérieur (FFI) pour l'Île-de-France en tant que chef du 3e Bureau puis sous-chef d’état-major. Il devient chef d'état-major le 21 août 1943 en remplacement du capitaine FFI Roger Cocteau-Gallois.
Selon Henri Rol-Tanguy, Pierre Avia « a été l'un des meilleurs artisans de l'intégration des combattants des FFI-FTP de la région parisienne dans les rangs de l'Armée française ».
Pierre Avia est promu colonel FFI le 27 août 1944. Après la dissolution de l’état-major FFI de la région parisienne au 1er novembre 1944, il est affecté en qualité de sous-chef d’état-major au Gouvernement militaire de Paris. Il quitte le service actif le 31 janvier 1946.

### Vie associative
Rendu à la vie civile, le colonel Pierre Avia se consacre à la mémoire et au monde combattant. Il est élu en 1945 président général de l'Association nationale des croix de guerre, fondée en 1919 par le vice-amiral Guépratte, devenue aujourd'hui l'Association nationale des croix de guerre et de la valeur militaire. Il préside l'association nationale jusqu'à sa mort en 1956.
Il est inhumé dans sa ville natale du Mans dans la Sarthe.
Une rue de Paris porte le nom du colonel Pierre Avia, dans le 15e arrondissement.

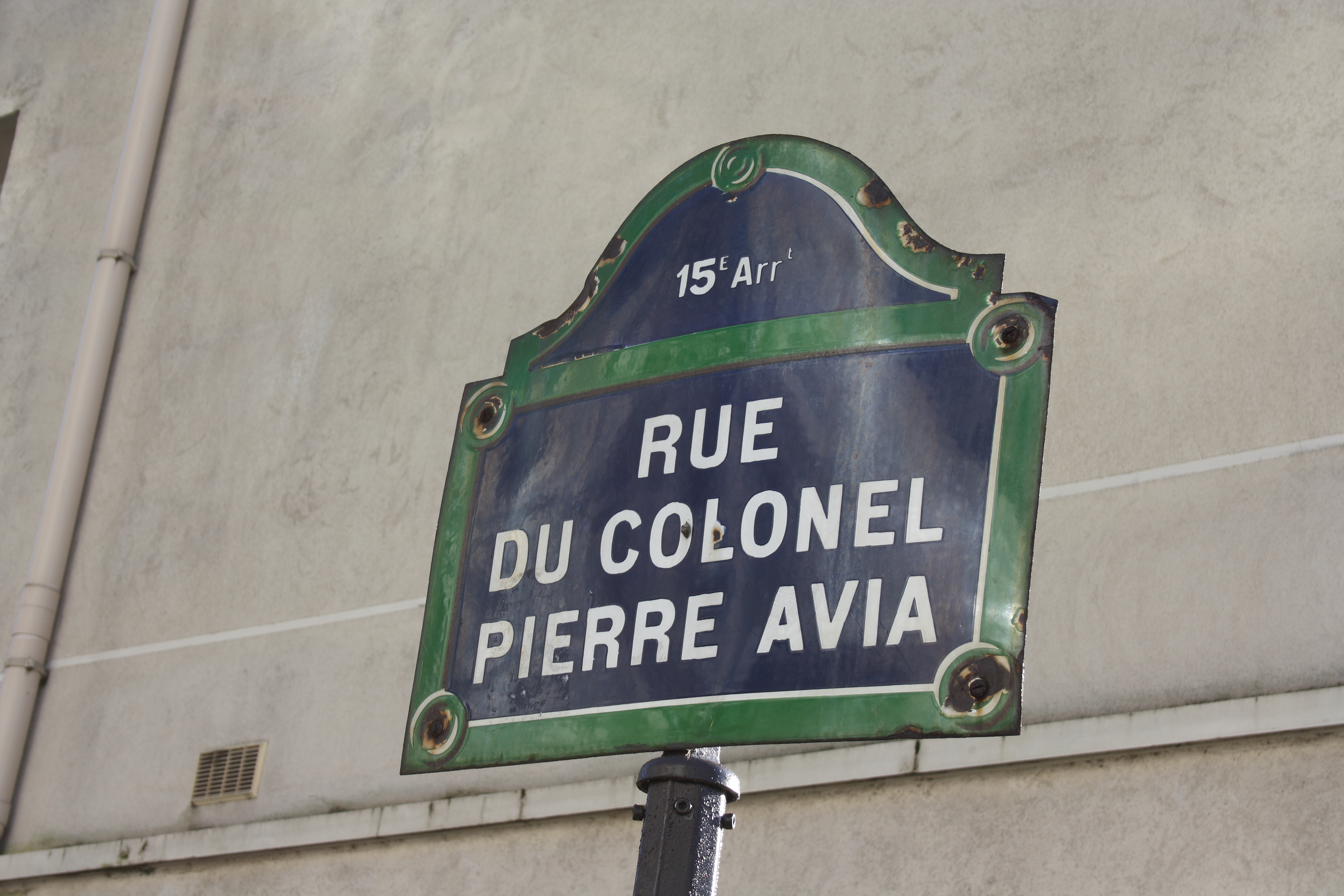
Plaque de la du Colonel-Pierre-Avia (Paris).

## Décorations
- Officier de la Légion d'honneur[8]
- Croix de guerre 1914-1918 avec 3 citations[1]
- Croix de guerre 1939-1945 avec palme[1],[8]
- Médaille de la Résistance française[9]